# Esperança da Costa
Esperança Maria Eduardo Francisco da Costa (Luanda, 3 de mayo de 1961) es una bióloga, investigadora, profesora universitaria y política angoleña.
Fue inscrita como candidata número 2 en la lista del partido Movimiento Popular para la Liberación de Angola (MPLA) para las elecciones generales angoleñas de 2022. Con la victoria del partido, se convirtió en vicepresidente de Angola el 15 de septiembre de 2022.

## Biografía
Esperança da Costa nació el 3 de mayo de 1961, en el Barrio Indígena (actual barrio Nelito Soares) en la ciudad de Luanda.

### Juventud
En 1967 ingresó a la Escuela Primaria N° 227, ubicada en ese barrio, donde cursó hasta 4° grado. En 1970, ingresó en la Escuela Secundaria General Geraldo António Victor, en el barrio de Vila Alice, completando el período de la escuela primaria en 1972. En 1977, terminó el bachillerato en el Liceu Feminino D. Guiomar de Lencastre (actual Liceu Ginga Ambande), en Luanda.
Ingresó en el Centro Preuniversitario que funcionaba en el año académico de 1978 en la Facultad de Ciencias de la Universidad Agostinho Neto, su primer contacto científico con las ciencias biológicas.
En su juventud, durante el proceso de descolonización del país, integró la Juventud del Movimiento Popular para la Liberación de Angola (JMPLA) y la Organización de la Mujer Angoleña (OMA), órganos del partido MPLA.

### Trayectoria académica y profesional
Estudió biología en la Universidad Agostinho Neto a partir de 1979, graduándose en 1985. Entre 1983-1984 se especializó en el Centro de Botánica del Instituto del Investigaciones Científicas Tropicales en Lisboa, Portugal, con una beca conjunta de la Fundación Calouste Gulbenkian y el Instituto Nacional de Gestión de Becas (INAGBE).
De regreso en Luanda, fue nombrada asistente de biología vegetal en la Universidad Agostinho Neto, asumiendo la jefatura del departamento de biología en 1986. Entre 1986 y 1990, fue responsable por el desarrollo del Herbario de Luanda.
En 1990, comenzó una maestría en productividad vegetal en la Universidad Técnica de Lisboa, seguida, en 1992, por un doctorado en fitoecología en la misma universidad, completado en 1997.
Al regresar a Angola, fue readmitida como profesora en la Universidad Agostinho Neto, convirtiéndose en directora del Herbario de Luanda y profesora adjunta de biología vegetal.
Luego se convirtió en vicedirectora de Asuntos Científicos y, a partir de 2002, vicerrectora de Expansión Universitaria de la Universidad Agostinho Neto (cargo que ocupó hasta 2007). Entre 2007 y 2010, pasó a ser Directora Nacional de Expansión de la Enseñanza Superior del Ministerio de Educación Superior, período en el que Angola expandió fuertemente la oferta educativa, con la construcción de campus y nuevas instituciones de enseñanza superior en todo el territorio nacional. Asume la dirección del Centro de Botánica de la Universidad Agostinho Neto entre 2010 y 2020.

### Carrera política
Es ascendida al Comité Central del Movimiento Popular para la Liberación de Angola (MPLA) en 2019, siendo nombrada por el presidente João Lourenço como Secretaria de Estado de Pesca en 2020.
Disputó y ganó como segundo nombre en la lista del MPLA en las elecciones generales angoleñas de 2022. Asumió el cargo de Vicepresidente de Angola el 15 de septiembre de 2022.

## Vida personal
Está casada con "Tony" Costa, con quien tiene hijos Yuri y "Neli" Costa. Mantiene como aficiones la costumbre de pasear, cocinar y escuchar música.